# Julie Perreten
Julie Perreten, née le 15 décembre 1982 à Courbevoie, est une trampoliniste française.
Elle est sacrée championne de France de trampoline en trampoline individuel et en trampoline synchronisé avec Joëlle Vallez en 2008.